# Rafo León
Rafael «Rafo» León Rodríguez (Lima, 21 de noviembre de 1950), es un periodista peruano. Creador de personajes como Caín y Abel, José del Salto Cadbury y la China Tudela Loveday. 
Desde 1980 se dedica al periodismo y es columnista en medios escritos. Desde 1999 es presentador de su programa de televisión turístico Tiempo de viaje.

## Biografía
Rafael León nació en Miraflores, Lima, en noviembre de 1950. Hijo del exdiputado Abelardo León de la Fuente y de Yolanda Rodríguez Razzeto. Es sobrino del poeta Martín Adán (Rafael de la Fuente) y del escritor Nicanor de la Fuente.
Estudió en el Colegio Champagnat de la Congregación de los Hermanos Maristas.
Ingresó a la Facultad de Derecho de la Pontificia Universidad Católica del Perú; sin embargo, se trasladó a la Facultad de Letras para estudiar Lengua y Literatura.
Durante el gobierno de Juan Velasco Alvarado, trabajó en el proceso de reforma educativa. En el segundo gobierno de Alberto Fujimori fue gerente de Comunicaciones de PROMPERÚ.
Se dedicó a la publicidad en temas sanitarios y realizó estudios sobre prevención en la Universidad Johns Hopkins en Baltimore.

## Televisión
En noviembre de 1999 presentó el programa Tiempo de viaje para el canal Plus TV. Recibió varios reconocimientos, incluido de la Asociación Nacional de Anunciantes como el «mejor programa cultural de la televisión peruana». Durante sus diez años se mostraron al menos 300 destinos del Perú.

## Escritor

### China Tudela
Lorena Tudela Loveday es un personaje satírico creado en los años ochenta para el semanario Monos y Monadas y que luego pasaría a la revista Caretas. Tudela Loveday representa a una mujer de la clase alta de Lima, que semanalmente escribe una columna de opinión para la revista sobre temas políticos, sociales y de actualidad.
Para la creación del personaje, Rafo León se inspiró en mujeres de los años cincuenta como Rosa Graña Garland, Carola Aubry Bravo, Doris Gibson y Elvira Miró-Quesada Garland que se destacaban por su carácter y participación en los círculos empresariales y políticos.
Para la denominación del personaje, Rafo León utilizó apellidos ligados a los círculos políticos, es así que el primer apellido es Tudela, como el diplomático Francisco Tudela y Varela; para el segundo apellido, León utilizó el apellido británico Loveday, al que muchas veces lo une con el aristocrático López de Romaña formando el compuesto Loveday - López de Romaña. De esta manera, el nombre completo es Lorena de Altagracia Juana Leonor Tudela de Albornoz y Loveday López de Romaña.
El personaje cumple con ciertos estereotipos atribuidos a las mujeres de clase alta de Lima y se caracteriza hacer una crítica política/social, muchas veces recurriendo a expresiones clasistas y racistas. De esta manera, el personaje describe que ha estudiado en uno de los más exclusivos colegios de mujeres (Villa María) y luego en la Universidad Católica, en Tavistock Institute y en La Sorbona, instituciones en las cuales desarrolló un pensamiento social. La china opina mientras se refiere a sus constantes viajes a Europa o a sus temporadas de verano en Playa Blanca de Punta Hermosa, en algún condominio del balneario de Asia o en Totoritas, características atribuidas a los sectores adinerados de la capital peruana. 
Semana a semana, La China Tudela comenta sobre su amistad con reconocidos empresarios y políticos y cómo los atiende en su consultorio de psicoanálisis. 
En el 2008 se presentó la obra Palabra de China dirigida por Alfonso Santistevan, en donde la actriz Katia Condos interpretó a Lorena Tudela.

## Obras
- La China Tudela. Antología de sus crónicas (2000), con ilustraciones de Mario Molina
- La china Tudela y la panaca real (2004)
- Viajes de perro. Crónica de travesías y extravíos (2005)
- La expulsión del paraíso (según la China Tudela) (2006)
- Lima Bizarra. Antiguía del centro de la capital (2006)
- Chicha peruana, una bebida, una cultura (2008)
- La cruel servidumbre (2009)
- Guía de la Costa Sur (2011)
- Guía de los Andes centrales (2011)
- Guide to Cusco Region (2011)
- Las rutas de Rafo: guía para viajeros sobre ruedas (2012)
- Guía de la sierra sur (2013)
- Chumbivilcas: lazos de oro (2014)
- Divinas (2014)
- Cualquiera daña a otro (2015)
- La aldea rota (2016)